# Lara Trump

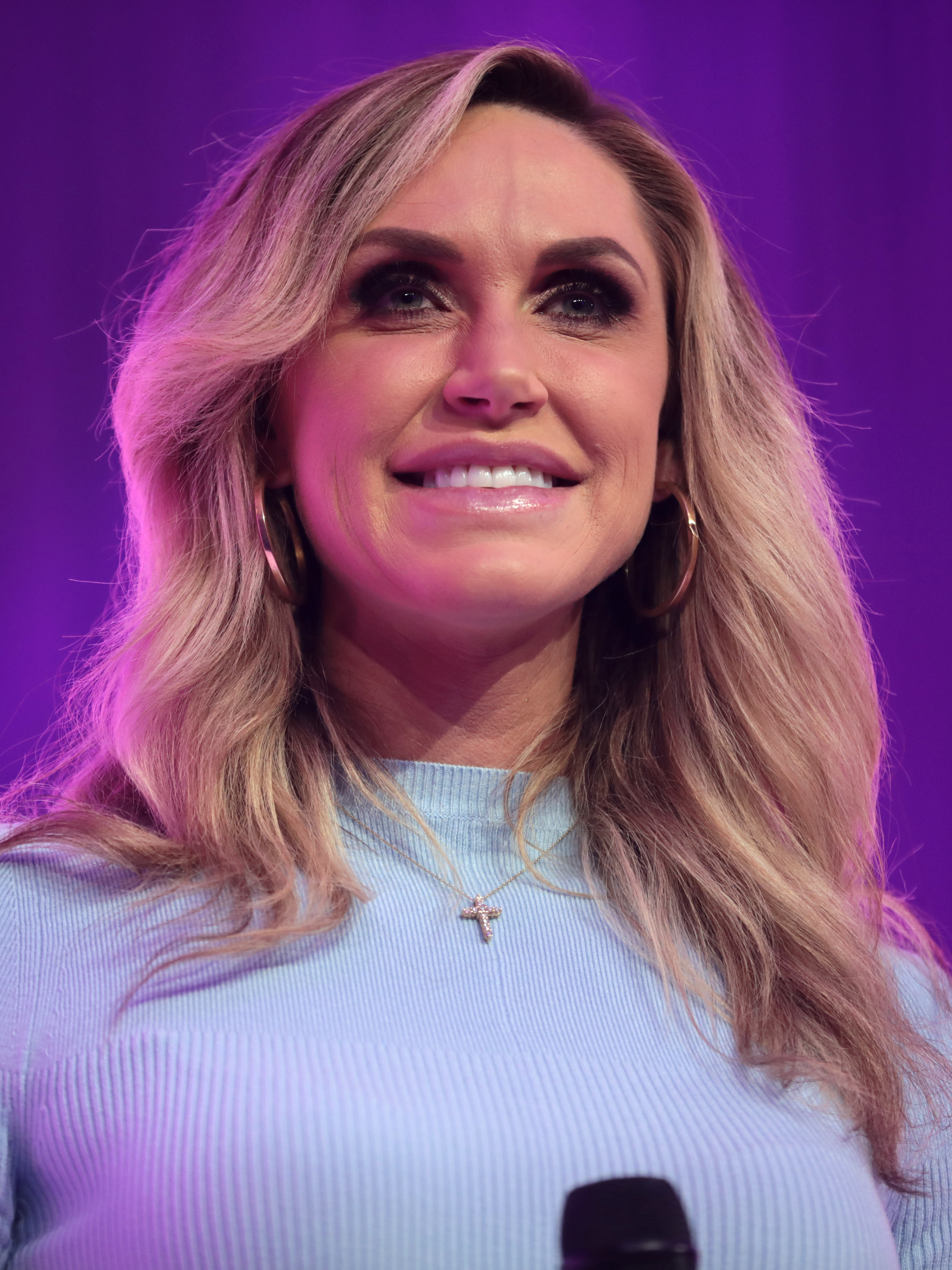
Lara Trump (2021)

Lara Lea Trump (* 12. Oktober 1982 in Wilmington, North Carolina, als Lara Lea Yunaska) ist eine US-amerikanische ehemalige Fernsehmoderatorin und -produzentin. Sie ist seit 2014 mit Donald Trumps Sohn Eric verheiratet und war an Trumps Präsidentschaftswahlkampf 2016 und 2020 beteiligt. Im März 2024 wurde sie zur Co-Vorsitzenden des Republican National Committee, dem nationalen Organisationsgremium der Republikanischen Partei, gewählt.

## Privates
Trump wurde 1982 in Wilmington als Tochter von Robert Luke Yunaska und Linda Ann Sykes geboren und hat einen jüngeren Bruder. Sie studierte an der North Carolina State University und schloss anschließend eine Ausbildung am French Culinary Institute in New York ab.
Im November 2014 heiratete sie Donald Trumps Sohn Eric. Die Trauung fand in Mar-a-Lago in Palm Beach statt, dem Anwesen ihres Schwiegervaters. Im September 2017 wurde ein Sohn geboren; im August 2019 folgte eine Tochter.
Trump unterstützt Tierrechte und setzt sich für Wildpferde und Tiere im Tierheim ein.

## Karriere
Trump arbeitete von 2012 bis 2016 als Produzentin für das TV-Nachrichtenmagazin Inside Edition des Senders CBS. Nachdem ihr Schwiegervater 2016 zum Präsidenten der Vereinigten Staaten gewählt worden war, übernahm sie die Rolle einer Onlineproduzentin und beschaffte Mittel für Donald Trump. Zugleich ist sie Pressesprecherin für Real News Update, das von Trump Productions produziert wird.
Während des Wahlkampfes für die Präsidentschaftswahl 2016 trat sie als Sprecherin für die Wahlkampagne ihres Schwiegervaters auf. Im Wahlkampf für die Wahl 2020 war sie für Women for Trump und ab 2017 als leitende Beraterin des Wahlkampfteams Trumps tätig. Sie erhielt hierfür monatlich $ 15.000. Die Bezahlung erfolgte über Unternehmen des Wahlkampfmanagers Brett Pascale, nicht durch die Partei oder die Wahlkampforganisation Donald Trumps, wodurch diese nicht offengelegt werden musste. Sie fungierte im zweiten Wahlkampf zugleich als Präsidentin der 2018 von Jared Kushner eingerichteten American Made Media Consultants Corporation (AMMC), über die Donald Trumps Wahlkampforganisation und das Republican National Committee $ 617 Millionen für Wahlkampfmaßnahmen ausgaben, etwa die Hälfte der Wahlkampfkosten.
Lara Trump wurde nachgesagt, sie könnte bei der Senatswahl 2022 in ihrem Heimatbundesstaat North Carolina antreten, da der bisherige republikanische Amtsinhaber Richard Burr bereits 2016 angekündigt hatte, 2022 nicht noch einmal antreten zu wollen. Sie erklärte aber im Juni 2021, dass sie sich wegen des jungen Alters ihrer Kinder nicht um die Nachfolge Burrs bewerben wolle, merkte aber an, dass sie zu einem späteren Zeitpunkt gerne antreten würde.
Im März 2024 wurde Trump in Houston an der Seite von Michael Whatley zur Co-Vorsitzenden des Republican National Committee (RNC) gewählt. Sie hatte im Februar 2024 in einem Interview mit Newsmax versprochen, dass im Falle ihrer Wahl jeder Penny für die Wahl ihres Schwiegervaters in der Präsidentschaftswahl in den Vereinigten Staaten 2024 ausgegeben würde. Sie hatte auch erklärt, dass die Republikaner bereit seien, Donald Trumps Kosten aus zahlreichen Prozessen zu übernehmen.
Nach ihrer Wahl erklärte sie, dass sich die Partei auf die Wahl ihres Schwiegervaters konzentrieren werde, es gehe um einen „Kampf von Gut gegen Böse“. Einige Tage nach ihrer Wahl sagte sie, dass die neue Führung erstmals in der Geschichte des RNC eine Election Integrity Division installiert habe und dass erhebliche Summen in diese zur Wahlbeobachtung fließen würden.
Im Dezember 2024 erklärte sie, dass sie beim nächsten RNC-Treffen zurücktreten werde. Sie habe drei Ziele gehabt: Die Wahl Donald Trumps, die Anwerbung von Rekordwahlkampfmitteln und die Sicherstellung von Wahlehrlichkeit; alle drei seien verwirklicht worden.

## Autorin und Podcasterin
Lara Trump veröffentlichte 2024 das Kinderbuch The Never-Give-Up Pup (Der Welpe, der niemals aufgibt). Nach ihren Angaben soll das Buch Kindern den Wert von harter Arbeit und Durchhaltewillen vermitteln.